# Thapsia gymnesica
Thapsia gymnesica är en flockblommig växtart som beskrevs av Josep Antoni Rosselló och A.Pujadas. Thapsia gymnesica ingår i släktet Thapsia och familjen flockblommiga växter. Inga underarter finns listade i Catalogue of Life.